# 莎琳·夏露
莎琳·夏露（Shalom Harlow，1973年12月5日—）是一位加拿大超級名模和演員。她是Lancome Miracle Forever香水的代言人。

## 電影作品
- 2006年
  - 《最後的浪漫》（The Last Romantic）
- 2005年
  - 《6號遊戲》（Game 6）
- 2004年
  - 《米蓮達和米蓮達》（Melinda And Melinda）
- 2003年
  - 《10天戀愛有限期》（How to Lose a Guy in 10 Days）
  - 《我愛你的工作》（I Love Your Work）
- 2002年
  - 《海》（The Salton Sea）
  - 《現在很快樂》（Happy Here And Now ）
- 2001年
  - 《頭》（Head Over Heels ）
  - 《香草天空》（Vanilla Sky）
- 1999年
  - 《櫻桃》（Cherry）
- 1997年
  - 《出入》（In&Out）